# J’attendrai
A J’attendrai („Várni foglak”) egy dzsessz-sztenderddé vált francia sanzon. Tulajdonképpen a „Tornerai” című olasz dal francia változata (zene: Dino Olivieri, szöveg: Nino Rastelli) Eredendően Giacomo Puccini Pillangókisasszony című operájának zümmögő kórusa ihlette a dalt.

A J’attendrai-t franciául először Rina Kettyvel vették lemezre 1938-ban. A J’attendrai Lale Andersen Lili Marleenjének németországi párja. Vera Lynn We’ll Meet Again című dala volt a hasonlóan sikeres Nagy-Britannia-i háborús sláger. A francia szöveget Louis Poterat írta, és a J’attendrai azonnali siker lett. Rina Ketty verzióját ugyanabban az évben követte a  belga énekesnő, Anne Clercy. Tino Rossi és Jean Sablon is lemezre vette 1939-ben. Amikor Franciaországot 1940-ben a németek megszállták, a J’attendrai a nagy francia háborús dallá vált.

## Híres felvételek
- Rina Ketty
- Josephine Baker
- Bing Crosby
- Dalida
- Django Reinhardt
- Stéphane Grappelli
- Tino Rossi
- Richard Tauber
- Mieczysław Fogg
- Rudolf Antonín Dvorský
- Oldřich Kovář
- Raphaël Faÿs
- Fapy Lafertin
- Angelo Debarre
- Jimmy Rosenberg
- Stochelo Rosenberg
- Tatiana Eva-Marie & Avalon Jazz Band
- Raquel Bitton
- Raffaella Carrà
- Jill Barber
- Antonella Ruggiero
- Vicky Leandros
- Julian Koster
- Robert Allena

## Filmek
A dal felvételei az 1950-es évek eleje óta népszerűek filmekben és tévékben. Több mint 15 filmben és tévésorozatban hallhatók, köztük a Lilacs in the Spring (1954), a Triumph (1984), Das Boot (1981), A Good Year (2006) és Allied (2016).
A J’attendrai főcímdal az 1984-es Arch of Triumphban, amelyben Anthony Hopkins és Lesley-Anne Down volt a főszereplő.

## Érdekességek
- A „J’attendrai” bevezető dallama a Brüsszeli metró egy állomásán is hallható. Ott látható egy fényképen, hogyan néztek ki a katonák hálóhelyei 1940-ben, amikor Belgiumot megtámadta a náci-Németország.
- A dalt a Renault autógyár egy televíziós reklámjában is használták (2007).
- A dal felidéződik Alexandra Potter Love From Paris című regényében is, hogy jelezze két szereplő közötti szerelmet.
- Pierre Assouline Lutetia című második világháborús regényében a J’attendrai-t éneklik politikai foglyok, akiket a nácik tartottak fogva a párizsi Cherche-Midi börtönben.